# Samya Hassani
Pour les articles homonymes, voir Hassani.
Samya Hassani (en arabe : سامية الحساني), née le 3 janvier 2000 à Amsterdam aux Pays-Bas, est une footballeuse internationale marocaine jouant au poste d'ailière au SC Telstar.

## Biographie
Native d'Amsterdam, Samya Hassani commence le football au quartier Amsterdam Nieuw-West et s'inscrit dans l'école de football Calandlyceum située à Osdorp. Ses parents sont originaires d'Asilah, une ville située au nord du Maroc. Lorsqu'elle a neuf ans, sa mère décède des suites d'une maladie grave qu'elle a endurée pendant quatre ans et demi.

## Carrière en club
Samya Hassani commence le football à l'âge de seize ans, en s'inscrivant dans le club amateur du SDZ Amsterdam. Deux saisons plus tard, elle est recrutée par le Watburgia. Elle y évolue pendant une saison, avant d'être repérée par les dirigeants du VV Alkmaar. Elle fait ses débuts professionnels en Eredivisie à l'âge de dix-neuf ans. Lors de sa première saison, en 2019-2020, elle dispute six matchs et marque un but en championnat.
Le 21 juillet 2021, elle signe un contrat de trois ans à La Gantoise. Elle devient coéquipière de sa compatriote en sélection du Maroc, Rkia Mazrouai.
Manquant de temps de jeu avec le club belge, elle retourne aux Pays-Bas la saison suivante en s'engageant avec le SC Telstar le 20 août 2022.

### Avec le SC Telstar (2022-2024)
Samya Hassani dispute son premier match avec Telstar le 18 septembre 2022 contre La Haye à l'occasion de la 1re journée de l'Eredivisie.
Le 25 octobre 2022, elle inscrit son premier but sous ses nouvelles couleurs, contre l'Ajax, mais son équipe essuie une lourde de défaite à domicile sur le score de 7 à 2.
Lors de la 10e journée le 2 décembre, elle permet à son équipe d'éviter une défaite sur le terrain de Fortuna Sittard en marquant le but égalisateur (2-2) dans le temps additionnel.
Elle récidive la journée suivante le 9 décembre en inscrivant le deuxième but du SC Telstar face au PSV Eindhoven (victoire 2-0),.
Le 20 janvier 2023 à domicile, elle inscrit le but de la victoire (2-1) contre l'Excelsior Rotterdam comptant pour la 12e journée d'Eredivisie.
Après une longue absence en raison d'une blessure, Samya Hassani fait son retour sur les terrains le 21 avril 2023 en entrant en jeu face au SC Herenveen contre qui elle marque l'unique but de son équipe, soit sa 5e réalisation de la saison.
Samya Hassani prolonge avec le club et dispute son premier match de la saison 2023-2024 en entrant en jeu le 9 septembre 2023 contre le PSV. Telstar s'incline lourdement sur le score de 5 buts à 0.
Elle inscrit son premier but de la saison le 11 février 2024 ou ouvrant le score face à l'Excelsior Rotterdam. Match qui se solde sur un nul (2-2).
Mais elle quitte le club à la mi-saison et par la même occasion l'Eredivisie pour prendre la direction de la Turquie en s'engageant au Fenerbahçe SK le 27 février 2024.

### Avec Fenerbahçe SK (2024)
Samya Hassani découvre le championnat de Turquie de première division en rejoignant le Fenerbahçe. Elle fait sa première apparition le 9 mars 2024 en entrant en jeu à la 67e minute contre le Fatih Vatan Spor et délivre une passe décisive pour ses débuts (victoire, 2-0). Très peu utilisée par son entraîneur, elle ne prolonge pas avec le club. Son contrat est résilié à l'amiable.

### Retour aux Pays-bas à Telstar (depuis 2024)
Après cette courte expérience en Turquie, Samya Hassani retourne aux Pays-Bas et retrouve le SC Telstar. Elle dispute son premier match de la saison le 28 septembre 2024 en entrant en jeu contre le PSV dans le cadre de la première journée du championnat.

## Carrière internationale
En mars 2020, elle est contactée par un scout de l'équipe du Maroc, via le réseau social Instagram.

### Maroc-20 ans
En mars 2020, elle est convoquée pour un rassemblement au Centre Mohammed VI. Stage durant lequel, la sélection affronte son homologue gabonaise à deux reprises. Hassani participe aux deux rencontres en tant que titulaire,.
Le 20 mai 2020, elle apparaît dans les studios de la chaîne de télévision NPO 1 avec Khalid Boulahrouz, révélant publiquement ses envies de représenter l'équipe du Maroc au niveau international.
Fin novembre 2020, elle est sélectionnée par Lamia Boumehdi pour un stage à Accra afin d'y disputer une double confrontation contre les moins de 20 ans du Ghana. Elle n'est pas titularisée mais entre en jeu dans les deux matchs,.

### Équipe du Maroc
Elle honore sa première sélection avec l'équipe A du Maroc le 10 juin 2021, à l'occasion d'un match amical contre l'équipe du Mali, sous la houlette de l'entraîneur Reynald Pedros (victoire 3-0) en entrant en jeu à la 60e minute à la place de Fatima Tagnaout.
Quelques mois plus tard elle inscrit son premier but international le 30 novembre 2021 contre le Sénégal dans le cadre d'un match amical à Rabat qui se termine sur une victoire marocaine avec un score de 2-0.
Le 11 juin 2022, elle s'illustre en inscrivant un doublé contre le Congo en match de préparation à la CAN.

#### Coupe d'Afrique des nations 2022 et exploit du Maroc

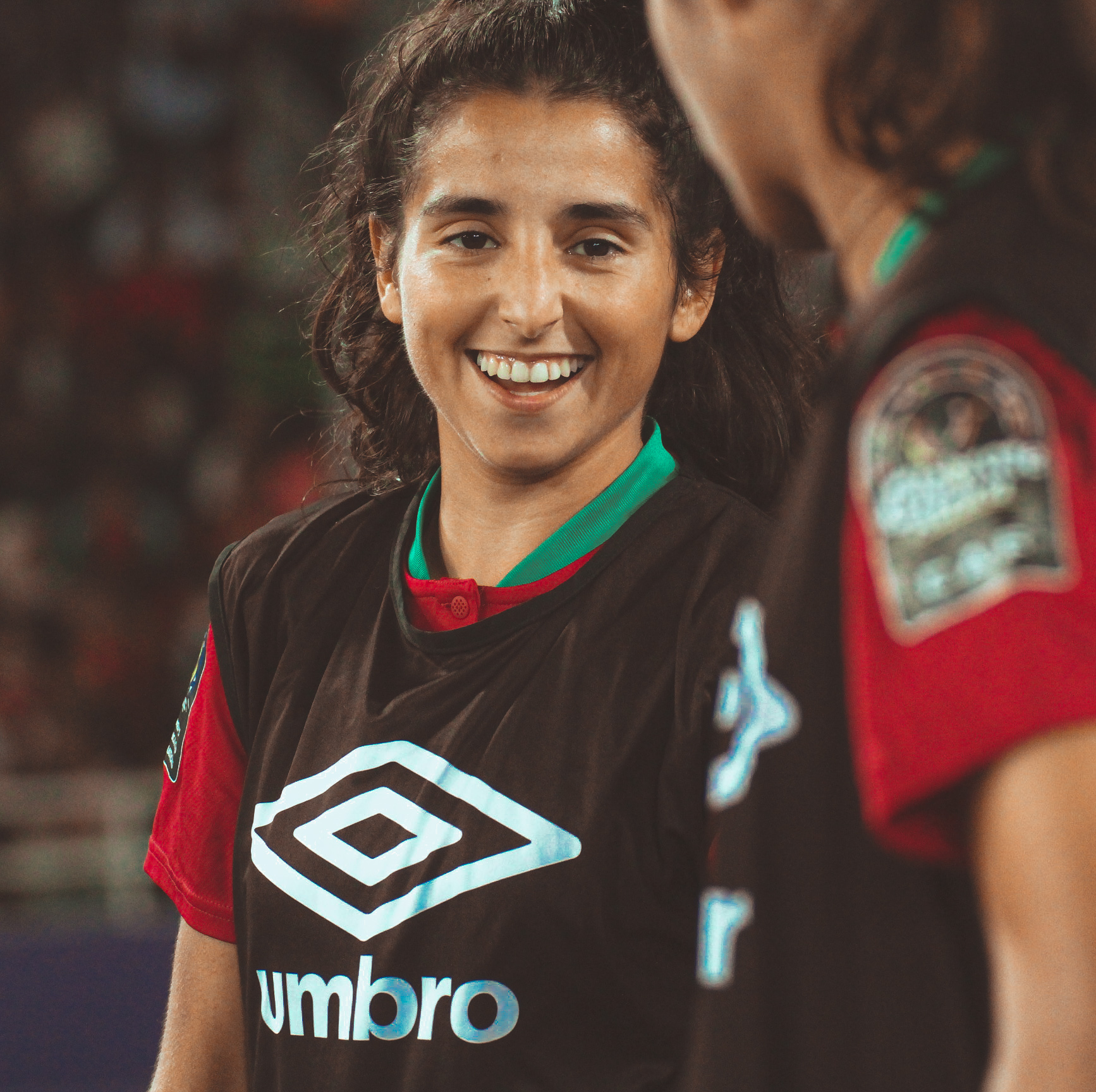
Samya Hassani à la CAN 2022

Elle est retenue dans la liste des 26 joueuses qui prennent part à la CAN 2022 du 2 au 23 juillet 2022 au Maroc.
Hormis le match contre l'Ouganda, elle participe à toutes les rencontres et atteint la finale de la compétition, perdue face à l'Afrique du Sud sur le score de 2-1.

#### Coupe du monde 2023
Dans le cadre des préparations à la Coupe du monde 2023, le Maroc dispute deux matchs amicaux en Espagne à Cadix contre la Pologne le 6 octobre 2022 et le Canada le 10 octobre 2022. Samya Hassani participe au premier match qui voit les Marocaines perdre sur le score de 4-0.
Hassani prend part aussi au stage suivant à Marbella durant lequel sa sélection affronte la république d'Irlande dans une double confrontation. Elle entre en jeu lors de la première rencontre, mais ne joue pas la deuxième.
Samya Hassani fait partie des 28 joueuses présélectionnées par Reynald Pedros pour disputer la Coupe du monde 2023 organisée en Australie et Nouvelle-Zélande. En revanche, bien qu'elle participe au match amical contre la Suisse le 5 juillet 2023, elle n'est pas retenue dans la liste finale pour disputer le Mondial.

#### CAN et Jeux olympiques 2024
Elle reçoit une convocation de la part de Jorge Vilda, fraîchement nommé à la tête de l'équipe nationale, pour disputer une double confrontation face à la Namibie les 26 et 31 octobre 2023 dans le cadre du deuxième tour des qualifications des Jeux olympiques 2024. La Namibie étant dans l'incapacité de recevoir, les deux matchs se jouent au Maroc. Les Marocaines s'imposent lors des deux manches. La première à Marrakech le 26 octobre 2023 sur le score de 2-0, et la deuxième à Rabat avec le même score. Bien que dans le groupe, Samya Hassani ne participe à aucune des deux rencontres,.

## Statistiques

### En club
| Saison                | Club                  | Championnat           | Championnat | Championnat | Coupe(s) nationale(s) | Coupe(s) nationale(s) | Total | Total |
| Saison                | Club                  | Division              | M.          | B.          | M.                    | B.                    | M.    | B.    |
| 2019-2020             | VV Alkmaar            | Division 1            | 6           | 1           | -                     | -                     | 6     | 1     |
| 2020-2021             | VV Alkmaar            | Division 1            | 6           | 0           | 2                     | 0                     | 8     | 0     |
| Sous-total            | Sous-total            | Sous-total            | 12          | 1           | 2                     | 0                     | 14    | 1     |
| 2021-2022             | La Gantoise           | Division 1            | 9           | 1           | -                     | -                     | 9     | 1     |
| Sous-total            | Sous-total            | Sous-total            | 9           | 1           | -                     | -                     | 9     | 1     |
| 2022-2023             | SC Telstar            | Division 1            | 15          | 5           | -                     | -                     | 15    | 5     |
| 2023-2024             | SC Telstar            | Division 1            | 14          | 1           | 1                     | 0                     | 15    | 1     |
| Sous-total            | Sous-total            | Sous-total            | 29          | 6           | 1                     | 0                     | 30    | 6     |
| 2023-2024             | Fenerbahçe            | Division 1            | 3           | 0           | 0                     | 0                     | 3     | 0     |
| Sous-total            | Sous-total            | Sous-total            | 3           | 0           | 0                     | 0                     | 3     | 0     |
| 2024-2025             | SC Telstar            | Division 1            | 18          | 0           | 1                     | 0                     | 19    | 0     |
| Total sur la carrière | Total sur la carrière | Total sur la carrière | 71          | 8           | 4                     | 0                     | 75    | 8     |

### En sélection
Les tableaux ci-dessous listent les rencontres du Maroc auxquelles a pris part Samya Hassani :

#### Statistiques par année
| Sélection | Année | Matchs | Buts | Passes |
| --------- | ----- | ------ | ---- | ------ |
| Maroc     | 2021  | 3      | 1    | 0      |
| Maroc     | 2022  | 12     | 2    | 0      |
| Maroc     | 2023  | 1      | 0    | 0      |
| Total     | Total | 16     | 3    | 0      |

#### Statistiques par compétition
| Compétition                 | Matchs | Titu. | Buts | Passes | Cartons | Cartons |
| Compétition                 | Matchs | Titu. | Buts | Passes | Jau.    | Rou.    |
| --------------------------- | ------ | ----- | ---- | ------ | ------- | ------- |
| Coupe d'Afrique des nations | 6      | 2     | 0    | 0      | 2       | 0       |
| Matchs amicaux              | 10     | 4     | 3    | 0      | 0       | 0       |
| Total                       | 16     | 6     | 3    | 0      | 2       | 0       |

## Palmarès
Équipe du Maroc
- Tournoi international de Malte (en)
  - Vainqueur : 2022 (en)

- Coupe d'Afrique des nations
  -  Finaliste : 2022

### Ouvrages
Cette bibliographie est indicative.
 : document utilisé comme source pour la rédaction de cet article.
- (nl) Thomas Rijsman et Nordin Ghouddani, Marokkaanse trots, Atlas Contact, 2020, 256 p. (ISBN 978-90-450-4067-7)